# 永豐集團控股
永豐集團控股有限公司，簡稱永豐集團控股（英語：EVER HARVEST GROUP HOLDINGS LIMITED，港交所：1549），在1993年，由劉與量（主席）及其4人，於香港（總部）成立「鷺豐船務公司」（「永豐船務有限公司」前身，是在1997年，劉與量主席成為主要大股東）。
業務在香港和全球經營外貿駁船服務，承運人自有箱務服和海上貨運代理服務。
股份在2016年7月6日於港交所主板上市。0.38港元為招股價定限，全球發售為3.5億股，1.33億港元為主要集資額，以用作擴大船隊範疇。

## 外部連結
- xhsl.com.hk/